# Peugeot 605
El Peugeot 605 es un automóvil de turismo del segmento E fabricado por la marca francesa Peugeot desde el año 1989 hasta 1999. Construido sobre la plataforma del Citroën XM, reemplazó al Peugeot 604. Tanto la fecha de lanzamiento como de discontinuación del 605 marcaron el último modelo de Peugeot terminado en 5. Su sustituto fue el Peugeot 607, a su vez el modelo que estrenó el 7.
Su única carrocería es sedán, para diferenciarse del XM, que existe como liftback y familiar. El 605 es un cinco plazas diseñado por la empresa carrocera italiana Pininfarina, que lleva motor delantero y tracción delantera. Entre sus rivales se encuentran los Alfa Romeo 164 y 166, el Ford Scorpio, los Lancia Thema y K, el Opel Omega, los Renault 25 y Safrane y el Saab 9000.
El 1995 apareció la segunda serie con unas leves modificaciones para tenerlo más actualizado. 
Disfrutaba de un gran confort de marcha incluso para un automóvil del segmento E, y de un interior muy amplio. El equipamiento también podía ser bastante extenso, y en los modelos de la 2.ª serie, este podía incluir climatizador, cuatro elevalunas eléctricos, acabados de prestigio (algunos incluían madera en el salpicadero), ABS y el doble airbag de serie. Era un automóvil muy cómodo para viajes largos por el país y capaz de hacer grandes trayectos con toda la familia. En el año 1999 la marca decide dejar de fabricar el modelo.  

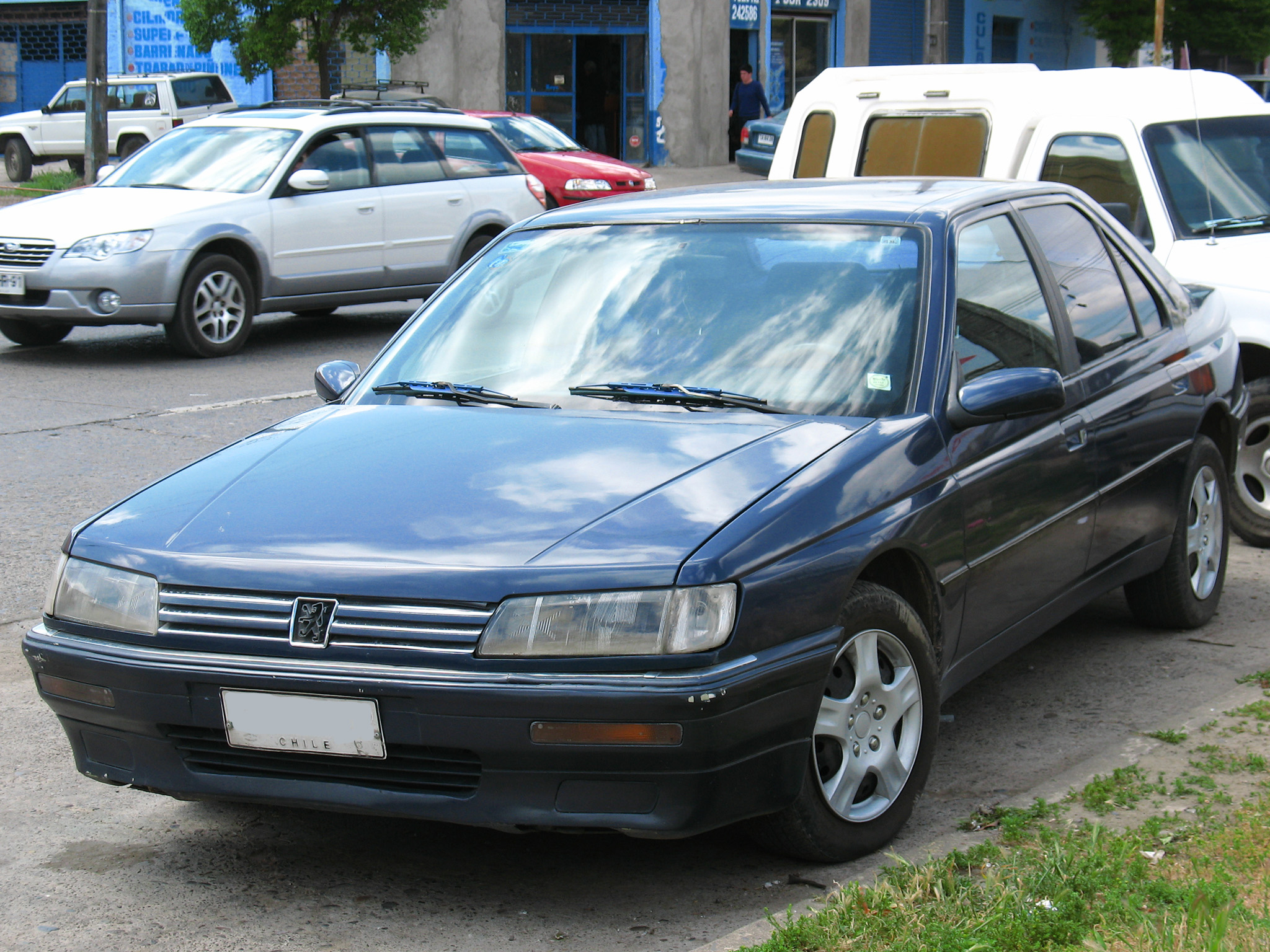
Peugeot 605 primera serie.
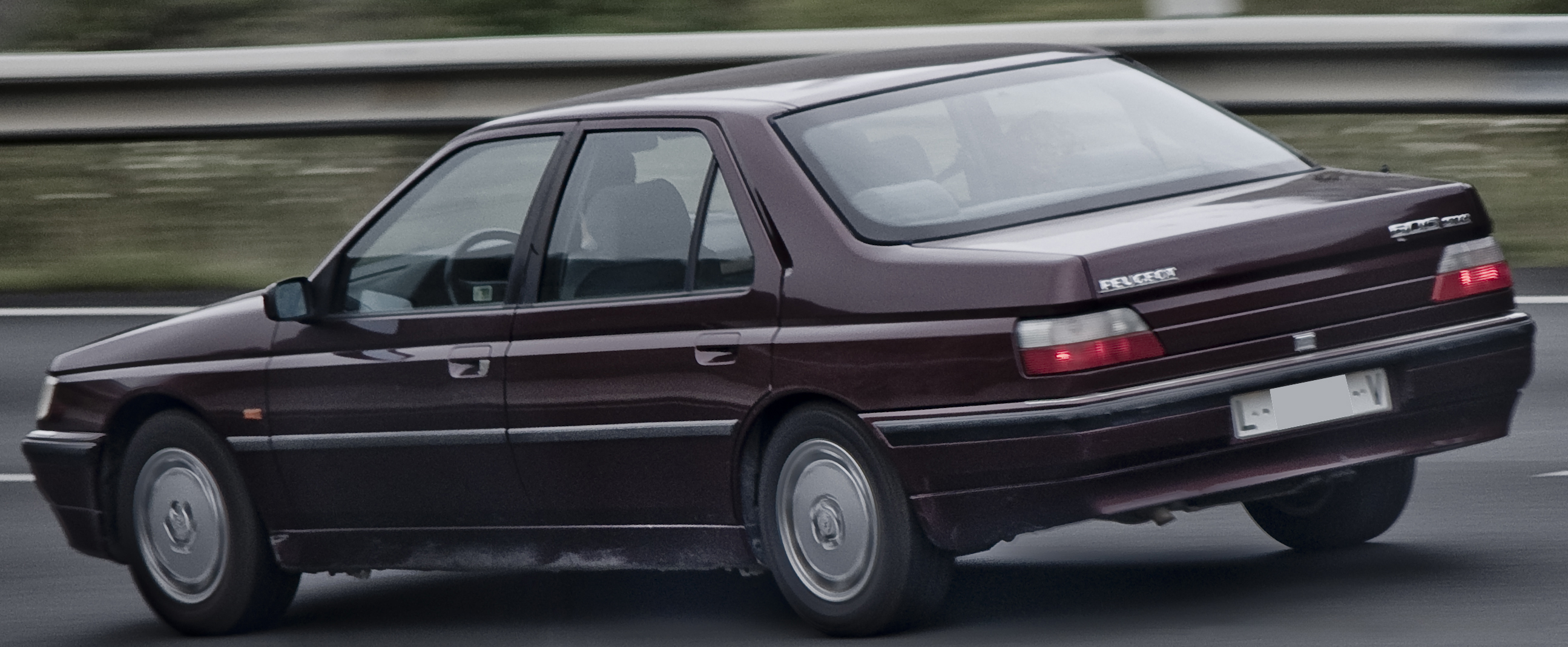
Vista posterior de un Peugeot 605 primera serie.
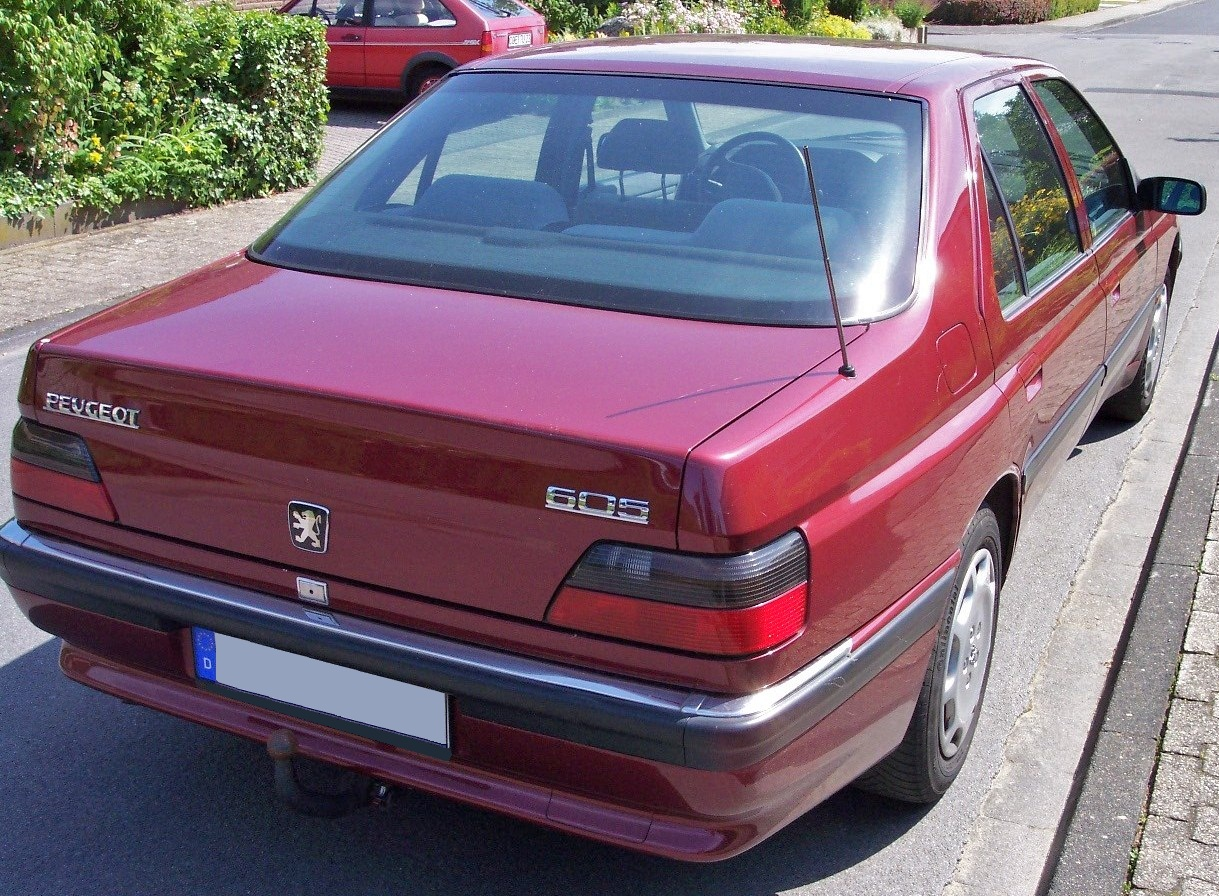
Vista posterior de un Peugeot 605 segunda serie.

## Motorizaciones
| Periodo                        | 1989-1992             | 1989-1992                                         | 1992-1994                                         | 1994-1999             | 1993-1994                                         | 1994-1999                                         | 1989-1997                                         | 1989-1994              | 1994-1997              | 1997-1999              |           |           |           |           |           |
| Identificación del motor       | XU10 2C               | XU10 J2                                           | XU10 J2C                                          | XU10 J4R              | XU10 J2TE                                         | XU10 J2TE                                         | ZP J                                              | ZP J4                  | ZP J4                  | ES9 J4                 |           |           |           |           |           |
| Tipo de motor                  | L4 8v, carburación    | L4 8v                                             | L4 8v, catalizador                                | L4 16v, catalizador   | L4 8v, turbo, intercooler                         | L4 8v, turbo, intercooler                         | V6 12v                                            | V6 24v                 | V6 24v                 | V6 24v                 |           |           |           |           |           |
| Diámetro x carrera             | 86.0 mm × 86.0 mm     | 86.0 mm × 86.0 mm                                 | 86.0 mm × 86.0 mm                                 | 86.0 mm × 86.0 mm     | 86.0 mm × 86.0 mm                                 | 86.0 mm × 86.0 mm                                 | 93.0 mm × 73.0 mm                                 | 93.0 mm × 73.0 mm      | 93.0 mm × 72.7 mm      | 87.0 mm × 82.6 mm      |           |           |           |           |           |
| Cilindrada                     | 1998 cm³              | 1998 cm³                                          | 1998 cm³                                          | 1998 cm³              | 1998 cm³                                          | 1998 cm³                                          | 2975 cm³                                          | 2975 cm³               | 2963 cm³               | 2946 cm³               |           |           |           |           |           |
| Relación de compresión         | 8.8: 1                | 8.8: 1                                            | 8.8: 1                                            | 10.4: 1               | 8.5: 1                                            | 8.5: 1                                            | 9.5: 1                                            | 9.4: 1                 | 9.5: 1                 | 9.5: 1                 |           |           |           |           |           |
| Potencia máxima: CV (kW) @ rpm | 115 CV (84 kW) @ 5800 | 128 CV (94 kW) @ 5600                             | 121 CV (89 kW) @ 5600                             | 132 CV (97 kW) @ 5500 | 142 CV (104 kW) @ 4400                            | 147 CV (108 kW) @ 5300                            | 167 CV (123 kW) @ 5600                            | 200 CV (147 kW) @ 6000 | 200 CV (147 kW) @ 6000 | 190 CV (140 kW) @ 5600 |           |           |           |           |           |
| Par máximo: Nm @ rpm           | 165 Nm @ 2250         | 179 Nm @ 4800                                     | 172 Nm @ 4000                                     | 180 Nm @ 4200         | 226 Nm @ 2200                                     | 235 Nm @ 2500                                     | 235 Nm @ 4600                                     | 260 Nm @ 3600          | 260 Nm @ 3600          | 267 Nm @ 4000          |           |           |           |           |           |
| Tracción                       | Delantera             | Delantera                                         | Delantera                                         | Delantera             | Delantera                                         | Delantera                                         | Delantera                                         | Delantera              | Delantera              | Delantera              | Delantera | Delantera | Delantera | Delantera | Delantera |
| Transmisión                    | Manual, 5 velocidades | Manual, 5 velocidades / Automática, 4 velocidades | Manual, 5 velocidades / Automática, 4 velocidades | Manual, 5 velocidades | Manual, 5 velocidades / Automática, 4 velocidades | Manual, 5 velocidades / Automática, 4 velocidades | Manual, 5 velocidades / Automática, 4 velocidades | Manual, 5 velocidades  | Manual, 5 velocidades  | Manual, 5 velocidades  |           |           |           |           |           |
| Peso                           | 1295 kg               | 1324 kg                                           | 1325 kg                                           | 1400 kg               | 1430 kg                                           | 1470 kg                                           | 1415 kg                                           | 1459 kg                | 1459 kg                | 1540 kg                |           |           |           |           |           |
| Aceleración 0–100 km/h         | 11.0 s                | 11.7 s                                            | 12.1 s                                            | 10.9 s                | 10.0 s                                            | 10.0 s                                            | 9.7 s                                             | 7.9 s                  | 7.9 s                  | 8.6 s                  |           |           |           |           |           |
| Velocidad máxima               | 196 km/h              | 203 km/h                                          | 199 km/h                                          | 205 km/h              | 210 km/h                                          | 213 km/h                                          | 222 km/h                                          | 235 km/h               | 235 km/h               | 235 km/h               |           |           |           |           |           |
| Consumo combinado (L/100 km)   | -                     | 8.3                                               | 9.5                                               | 8.7                   | 9.6                                               | 9.6                                               | 10.8                                              | -                      | -                      | 11.5                   |           |           |           |           |           |

| Periodo                        | 1990-1994             | 1990-1998                  | 1994-1999                  |           |           |           |           |
| Identificación del motor       | XUD11 A               | XUD11 ATE                  | DK5 ATE/L                  |           |           |           |           |
| Tipo de motor                  | L4 8v                 | L4 12v, turbo, intercooler | L4 12v, turbo, intercooler |           |           |           |           |
| Diámetro x carrera             | 86.0 mm × 92.0 mm     | 85.0 mm × 92.0 mm          | 92.0 mm × 92.0 mm          |           |           |           |           |
| Cilindrada                     | 2138 cm³              | 2088 cm³                   | 2446 cm³                   |           |           |           |           |
| Relación de compresión         | 22.5: 1               | 21.5: 1                    | 21.0: 1                    |           |           |           |           |
| Potencia máxima: CV (kW) @ rpm | 83 CV (60 kW) @ 4600  | 109 CV (80 kW) @ 4300      | 129 CV (95 kW) @ 4300      |           |           |           |           |
| Par máximo: Nm @ rpm           | 147 Nm @ 2000         | 255 Nm @ 2000              | 285 Nm @ 2000              |           |           |           |           |
| Tracción                       | Delantera             | Delantera                  | Delantera                  | Delantera | Delantera | Delantera | Delantera |
| Transmisión                    | Manual, 5 velocidades | Manual, 5 velocidades      | Manual, 5 velocidades      |           |           |           |           |
| Peso                           | 1386 kg               | 1426 kg                    | 1586 kg                    |           |           |           |           |
| Aceleración 0–100 km/h         | 17.5 s                | 13.1 s                     | 11.5 s                     |           |           |           |           |
| Velocidad máxima               | 170 km/h              | 192 km/h                   | 205 km/h                   |           |           |           |           |
| Consumo combinado (L/100 km)   | 8.8                   | 8.7                        | 9.3                        |           |           |           |           |